# 比特侯爵
比特郡侯爵（Marquess of the County of Bute），一般简称比特侯爵（Marquess of Bute），是一个大不列顛貴族爵位，1796年为第四代比特伯爵约翰·斯图尔特创建，祖宅在罗撒西的斯图尔特山庄园。
比特侯爵的祖上是比特郡的约翰·斯图尔特（John Stewart，1360-1449），后者是罗伯特二世与其情妇莫伊拉·雷奇（Moira Leitch）的私生子。1400年，罗伯特二世将比特島、阿倫島和大坎布雷島的土地通过皇家特许状授予他。